# إيماني بوييت
إيماني بوييت (بالإنجليزية: Imani Boyette)‏ مواليد 11 أكتوبر 1994 في لوس أنجلوس، هي لاعبة كرة سلة أمريكية. بدأت مسيرتها الاحترافية في سنة 2016. تم اختيارها من قبل فريق شيكاغو سكاي خلال الدرافت وتلعب معه في دوري الاتحاد الوطني لكرة السلة النسائية كلاعب وسط. وتحمل الرقم 34. يبلغ طولها 6 قدم 7 بوصة (2.0 م). لعبت كرة السلة الجامعية في جامعة تكساس في أوستن.

## روابط خارجية
- إيماني بوييت على موقع الاتحاد الوطني لكرة السلة النسائية (الإنجليزية)
- إيماني بوييت على موقع كرة السلة الأوروبية.كوم (الإنجليزية)
- إيماني بوييت على موقع كلية كرة السلة في سبورتس رفرنس.كوم (الإنجليزية)
- إيماني بوييت على موقع بروبوليرز (الإنجليزية)
- إيماني بوييت على موقع سبورتس رفرنس (الإنجليزية)